# Myandra tinline
Myandra tinline är en spindelart som beskrevs av Norman I. Platnick och Baehr 2006. Myandra tinline ingår i släktet Myandra och familjen Prodidomidae. Inga underarter finns listade i Catalogue of Life.